# Manuel Locatelli
Manuel Locatelli (8. leden 1998, Lecco, Itálie) je italský profesionální fotbalista, který hraje na pozici záložníka za italský klub Juventus FC a za italský národní tým.

## Kariéra

### Klubová

#### Milán
K týmu Rossoneri se připojil v 11 letech v roce 2009 z Atalanty. První utkání za dospělé odehrál 21. dubna 2016, ve věku 18 let, proti Carpi (0:0). Do konce sezony si ještě jednou zahrál. Od následující sezony se zapracoval více pod trenérem Montellim. První branku vstřelil 2. října 2016 proti Sassuolu (4:3). Celkem odehrál v sezoně 28 utkání a vyhrál Italský superpohár. V sezoně 2017/18 hrál první zápasy v evropských pohárech (Evropská liga). V lize hrál méně, protože nový trenér Gennaro Gattuso upřednostňoval Bigliu. 

#### Sassuolo
Dne 13. srpna 2018 byl zapůjčen se závazkem ke koupi do Sassuola. Svůj debut si odbyl 26. srpna proti Cagliari (2:2). První branku vstřelil 5. prosince v Italském poháru proti Catanii (2:1). a vstřelil konečný gól 2:1. V následující sezoně se definitivně prosadil jako střední záložník ve formaci 4-2-3-1 používané De Zerbim a přispěl k vynikající sezóně, které dosáhlo 8. místa v lize. On sám nastoupil do celkem 34 utkání. Svou dobrou sezonu navázal i do nové sezony 2020/21, kde vstřelil 4 branky.

#### Juventus
Po zlatém turnaji na ME 2020 se stal velmi žádoucím hráčem. Dne 18. srpna 2021 přestoupil do Juventusu prostřednictvím bezplatné dvouleté půjčky se závazkem zpětného odkupu. Za 4 dny odehrál první zápas za Biaconeri proti Udinese (2:2). Dne 14. září debutoval v LM a 26. září při výhře 3.2 proti Sampdorii vstřelil první branku. Svou první sezónu zakončil 43 zápasy ve všech soutěžích a vstřelil 3 branky. Následující sezonu již odehrál 49 utkání, ale kvůli odebrání bodů s klubem obsadil v lize 7. místo. Opět hrál v LM, jenže po obsazení 3. místa v základní skupině se kvalifikoval do EL, kde byl vyřazen až v semifinále.

### Reprezentační
Reprezentační dres navlékl již v roce 2013 v U-15. Prošel každou věkovou kategorií a v roce 2016 získal stříbrnou medaili na ME U-19. Poté byl pozván na ME U-21 2017, kde slavil bronz. Také si zahrál na ME U-21 2019 a od září 2019 dělal kapitána.
První pozvánku do seniorského týmu dostal 27. srpna 2020 a 7. září 2020, ve věku 22 let, odehrál první utkání proti Nizozemí (1:0). První branku vstřelil v Bulharsku na 2:0. Byl povolán na ME 2020, kde odehrál pět utkání a vstřelil 2 branky. S týmem došel do finále, kde Anglii porazili na penalty a mohl tak slavit první velké vítězství.

## Přestupy
- z Milán do Sassuolo za 14 000 000 Euro
- z Sassuolo do Juventus za 30 000 000 Euro

## Statistiky
| Sezóna              | Klub                | Liga                | Liga   | Liga | Národní poháry | Národní poháry | Národní poháry | Kontinentální poháry | Kontinentální poháry | Kontinentální poháry | Celkem | Celkem |
| Sezóna              | Klub                | Soutěž              | Zápasy | Góly | Soutěž         | Zápasy         | Góly           | Soutěž               | Zápasy               | Góly                 | Zápasy | Góly   |
| ------------------- | ------------------- | ------------------- | ------ | ---- | -------------- | -------------- | -------------- | -------------------- | -------------------- | -------------------- | ------ | ------ |
| 2015/16             | Milán               | Serie A             | 2      | 0    | IP             | 0              | 0              | -                    | 0                    | 0                    | 2      | 0      |
| 2016/17             | Milán               | Serie A             | 25     | 2    | IP+IS          | 2+1            | 0+0            | -                    | 0                    | 0                    | 28     | 2      |
| 2017/18             | Milán               | Serie A             | 21     | 0    | IP             | 3              | 0              | EL                   | 9                    | 0                    | 33     | 0      |
| Celkem za Milán     | Celkem za Milán     | Celkem za Milán     | 48     | 2    | -              | 6              | 0              | -                    | 9                    | 0                    | 63     | 2      |
| 2018/19             | Sassuolo            | Serie A             | 29     | 2    | IP             | 2              | 1              | -                    | 0                    | 0                    | 31     | 3      |
| 2019/20             | Sassuolo            | Serie A             | 33     | 0    | IP             | 1              | 0              | -                    | 0                    | 0                    | 34     | 0      |
| 2020/21             | Sassuolo            | Serie A             | 34     | 4    | IP             | 0              | 0              | -                    | 0                    | 0                    | 34     | 4      |
| Celkem za Sassuoolo | Celkem za Sassuoolo | Celkem za Sassuoolo | 96     | 6    | -              | 3              | 1              | -                    | 0                    | 0                    | 99     | 7      |
| 2021/22             | Juventus            | Serie A             | 31     | 3    | IP+IS          | 4+1            | 0              | LM                   | 7                    | 0                    | 43     | 3      |
| 2022/23             | Juventus            | Serie A             | 32     | 0    | IP             | 4              | 0              | LM+EL                | 5+8                  | 0                    | 49     | 0      |
| 2023/24             | Juventus            | Serie A             | 36     | 1    | IP             | 4              | 0              | -                    | 0                    | 0                    | 40     | 1      |
| 2024/25             | Juventus            | Serie A             | ?      | ?    | IP+IS          | ?+?            | ?              | LM                   | ?                    | ?                    | ?      | ?      |
| Celkem za Juventus  | Celkem za Juventus  | Celkem za Juventus  | 99     | 4    | -              | 13             | 0              | -                    | 20                   | 0                    | 132    | 4      |
| Celkově             | Celkově             | Celkově             | 243    | 12   | -              | 22             | 0              | -                    | 29                   | 0                    | 294    | 13     |

## Reprezentace

### Statistika na velkých turnajích
| Reprezentace | Rok     | Zápasy             | Zápasy | Zápasy    | Zápasy           | Zápasy           | Zápasy            |
| Reprezentace | Rok     | Fáze turnaje       | Datum  | Soupeř    | Odehraných minut | Vstřelené branky | Výsledek          |
| ------------ | ------- | ------------------ | ------ | --------- | ---------------- | ---------------- | ----------------- |
| Itálie       | ME 2020 | 1 zápas ve skupině | 11. 6. | Turecko   | 74               | 0                | 3:0               |
| Itálie       | ME 2020 | 2 zápas ve skupině | 16. 6. | Švýcarsko | 87               | 2                | 3:0               |
| Itálie       | ME 2020 | Čtvrtfinále        | 26. 6. | Rakousko  | 53               | 0                | 2:1 v prodl.      |
| Itálie       | ME 2020 | Semifinále         | 6. 7.  | Španělsko | 35               | 0                | 1:1 (5:3 na pen.) |
| Itálie       | ME 2020 | Finále             | 11. 7. | Anglie    | 24               | 0                | 1:1 (4:3 na pen.) |

### Reprezentační branky
| Gól | Datum       | Stadion                                        | Soupeř    | Skóre | Výsledek | Soutěž                 |
| --- | ----------- | ---------------------------------------------- | --------- | ----- | -------- | ---------------------- |
| 010 | 28. 3. 2021 | Národní stadion Vasil Levski, Sofie, Bulharsko | Bulharsko | 0:2   | 0:2      | Kvalifikace na MS 2022 |
| 02  | 16. 6. 2021 | Stadio Olimpico, Řím, Itálie                   | Švýcarsko | 1:0   | 3:0      | ME 2020                |
| 03  | 16. 6. 2021 | Stadio Olimpico, Řím, Itálie                   | Švýcarsko | 2:0   | 3:0      | ME 2020                |

## Úspěchy

### Klubové
- vítěz italského poháru (1x)

Juventus: 2023/24
- vítěz italského superpoháru (1x)

Milán: 2016

### Reprezentační
- 1× na ME (2020 – zlato)
- 1× na LN (2020/21 – bronz)
- 2× na ME 21 (2017 - bronz, 2019)